# مهران کاشانی
مهران کاشانی (زاده ۱۳۴۸ مسجدسلیمان) نویسنده، فیلم‌نامه‌نویس، هنرپیشه و کارگردان اهل ایران است، که هم‌اکنون از اعضای اصلی شورای مرکزی کانون فیلمنامه‌نویسان سینمای ایران بشمار می‌آید. اولین فعالیت حرفه‌ای کاشانی حضور در گروه کارگردانی فیلم زیر نور ماه بود. سپس به‌عنوان مشاور فیلمنامه و دستیار کارگردان، با فیلم اینجا چراغی روشن است؛ به کارگردانی رضا میرکریمی، به‌طور  جدی کار خود را در سینما آغاز کرد.
او نویسنده فیلمنامه‌های "دم صبح"؛ به کارگردانی حمید رحمانیان، "، "دیگری"؛ به کارگردانی مهدی رحمانی، "خانه روشن"؛ به کارگردانی وحید موساییان، "، "نقش نگار"؛ به کارگردانی علی عطشانی "دختر"؛ به کارگردانی رضا میرکریمی و'' آواز گنجشک‌ها؛ به کارگردانی مجید مجیدی، است.

## فیلم‌شناسی

### سینما
- آن‌سوی ابرها (۱۳۹۶)
- دختر (۱۳۹۴)
- نقش نگار (۱۳۹۲)
- دیگری (۱۳۸۸)
- آواز گنجشک‌ها (۱۳۸۶)
- خانه روشن (۱۳۸۴)
- دم صبح (۱۳۸۴)

. اینجا چراغی روشن است (۱۳۸۲)
. زیر نور ماه (۱۳۸۰)